# أكاديمية العلوم الأفريقية
أكاديمية العلوم الأفريقية (ASA) تأسست في أغسطس 2016 في تيما ، غانا ، من قبل مؤسسة خيرية مسجلة في المملكة المتحدة والولايات المتحدة وغانا. هي مدرسة للفتيات من مختلف الجنسيات من جميع أنحاء أفريقيا على المستوى المتقدم للرياضيات والعلوم.

## تاريخ
أكاديمية العلوم الأفريقية هي أكاديمية مركزة على العلوم والتكنولوجيا للفتيات الأفريقيات الرائعات من منازل ذوي الدخل المنخفض، أسستها المؤسسة الأفريقية الرائعة في عام 2016. وفي محاولة لتعزيز الاهتمام بمعهد العلوم والتكنولوجيا والتكنولوجيا، أطلق الأكاديمية منظم المشاريع التكنولوجية والمتبرع التعليمي الدكتور توم إيلوب CBE. وقد بدأت الأكاديمية بـ 24 طالبا في آب/أغسطس 2016 جاءوا من غانا وإثيوبيا ونيجيريا والكاميرون وسيراليون وأوغندا. ومنذ ذلك الحين، توسعت الأكاديمية لتشمل الطالبات من اثنتي عشرة دولة أفريقية، بما في ذلك جنوب أفريقيا ورواندا وتوغو وإسوانتين. وبالإضافة إلى ذلك، زادوا عدد الطلاب في جماعتهم من 25 إلى 50 طالباً. ASA هي الجامعة الأفريقية الأولى من بين كل الجامعات التي تقدم دروساً متقدمة في العلوم والرياضيات.

## الأكاديميين
تعليم الثانوي الكامل في الرياضيات والعلوم مطلوب للقبول في الأكاديمية، وهي مفتوحة للتلاميذ الموهوبين الذين تتراوح أعمارهم بين 16 و 19 سنة. يكمل الطلاب في ASA المناهج الدراسية الدقيقة على المستوى المتقدم في أقل من 11 شهرا، وكسبوا من كامبردج الدولية المستويات AA في الرياضيات، والفيزياء، والرياضيات الأخرى. ويتاح للتلاميذ، بالإضافة إلى احتياجاتهم الأكاديمية، خيار المشاركة في دورات دراسية للروبوتات وبرمجة الحاسوب خارج المناهج الدراسية.

## ذكر وسائل الإعلام
يمكن الاطلاع على لمحة عامة عن مبادرات وبرامج أكاديمية العلوم الأفريقية لمساعدة الشابات المهتمات بالتعليم في مجال العلوم والتكنولوجيا والهندسة والرياضيات في فيلم سي إن إن الوثائقي داخل أفريقيا.

## رعاية
وفي أغسطس 2022، اعترفت الأكاديمية العلمية الأفريقية بأسواق XTX باعتبارها أكبر داعم لها. مؤسسة القلب الأسود، وSIX، وتولو أويل، وبنك أوف أمريكا، وSThree ليست سوى عدد قليل من المنظمات التي تساعد الأكاديمية على إعطاء بناتها تعليماً استثنائياً.

## شراكة
انضمت ASA إلى Hali Access Network.